# Jan Albert Sichterman

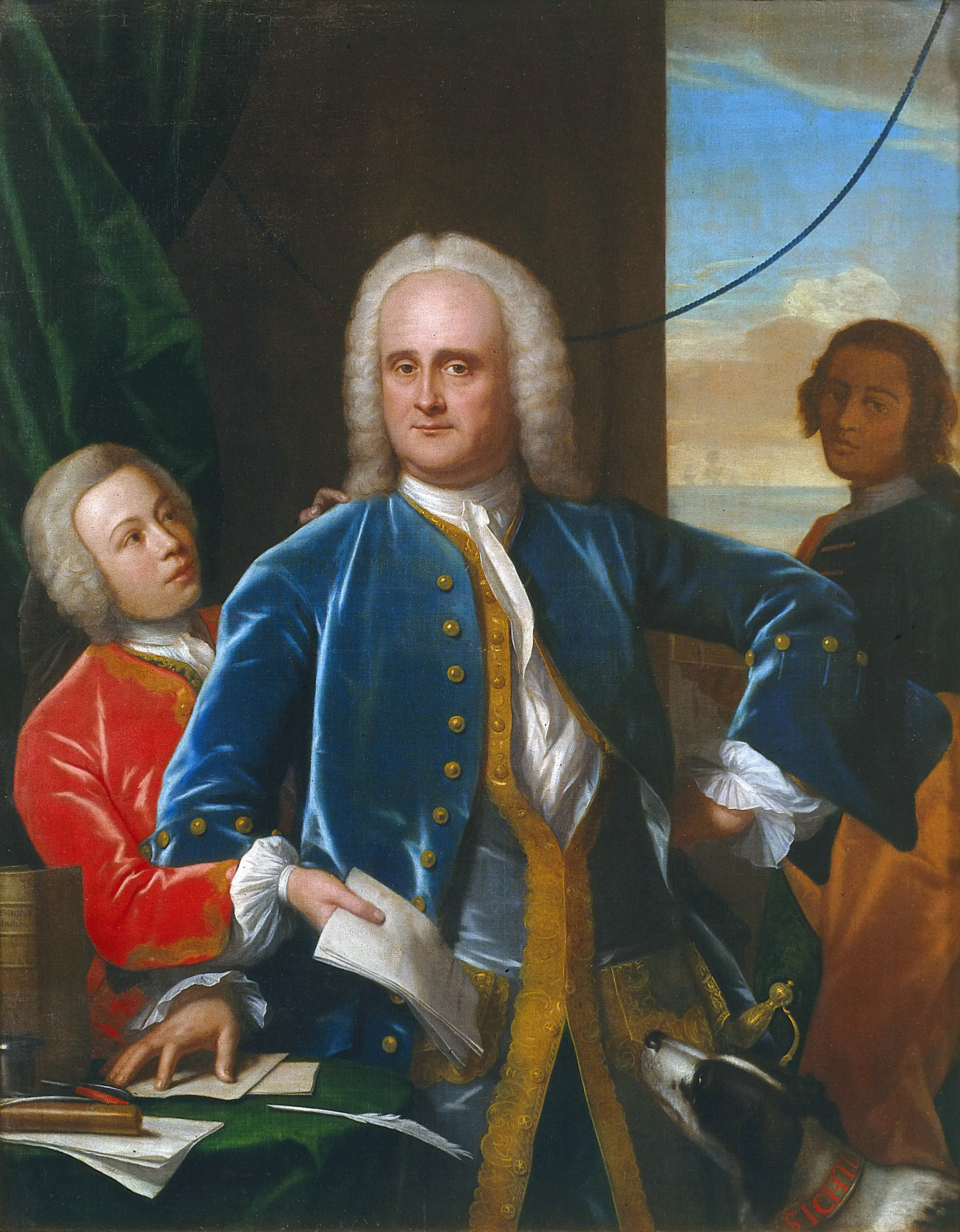
Philip van Dijk (1680–1753): Porträt von Jan Albert Sichterman mit seinem zwölfjährigen Sohn Jan Albert und einem Bediensteten rechts. Der Hund trägt auf seinem Halsband den Anfang von Sichtermans Namen („sighter..“); im Hintergrund ein Schiff der Niederländischen Ostindien-Kompanie (1745, Groninger Museum).

Jan Albert Sichterman (* 19. September 1692 in Groningen; † 15. Januar 1764 ebenda) war ein Kaufmann und Direktor im Dienste der Niederländischen Ostindien-Kompanie, der in Bengalen Karriere machte, und ein Sammler von Gemälden und Porzellan.

## Leben und Wirken
Jan Albert Sichterman entstammte einer vornehmen Groninger Familie. Er strebte eine diplomatische Karriere an, konnte sie aber nicht verwirklichen, weil er als junger Offizier im Jahr 1716 einen Gegner im Duell tötete. Man riet ihm, in den Fernen Osten zu gehen, um sich der Strafe zu entziehen. Als Unterkaufmann im Dienst der Niederländischen Ostindien-Kompanie stieg er auf und wurde Direktor der Kompanie für Bengalen. Neben seiner offiziellen Aufgabe betätigte er sich als Händler und erwarb dadurch außerordentlichen Reichtum. Im Jahr 1740 verkaufte er ein junges Nashorn, das in seinem Hause lebte, an Douwe Mout van der Meer, Kapitän eines Schiffes der Ostindien-Kompanie; das Nashorn wurde unter dem Namen Clara durch eine Tournee mit seinem neuen Besitzer in Europa berühmt.

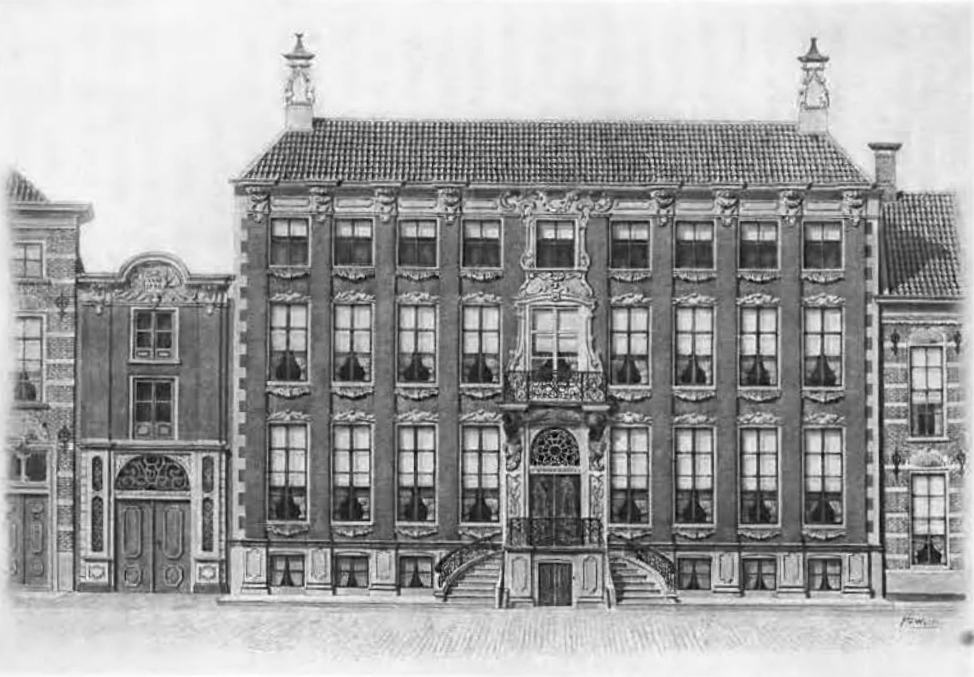
Das Haus Sichterman

1745 kehrte Sichterman in seine Heimatstadt Groningen zurück; zwei Schiffe der Flotte waren mit chinesischem Porzellan beladen. In der Stadt ließ er sich ein großes Palais errichten, in dem er seine Porzellansammlung unterbrachte und sie um eine Kollektion niederländischer Gemälde seiner Zeit erweiterte. Er bot die Schätze seinen Gästen zur Betrachtung an; sein Haus wurde zum Mittelpunkt des Groninger gesellschaftlichen Lebens.
Nach Sichtermans Tod 1764 wurde das Haus geteilt, da es sich für einen Verkauf als zu groß erwies; das Sichtermanhuis gilt heute als eine touristische Sehenswürdigkeit Groningens. Das Inventar wurde von seinen Erben veräußert, um nachgelassene Schulden zu bezahlen, die Sammlung wurde dadurch verstreut. Teile der Porzellansammlung befinden sich heute im Groninger Museum. Das im Museum verwahrte Familienwappen der Sichtermans zeigt ein Eichhörnchen.